# Аззун, Хассан
Хассан Аззун (араб. حسان عزون‎; фр. Hassène Azzoune; род. 28 сентября 1979) — алжирский дзюдоист, представитель полутяжёлой весовой категории. Выступал за национальную сборную Алжира по дзюдо в период 2003—2011 годов, чемпион Африки, бронзовый призёр Всеафриканских игр, победитель и призёр многих турниров национального и международного значения, участник летних Олимпийских игр в Пекине.

## Биография
Хассан Аззун родился 28 сентября 1979 года.
Первого серьёзного успеха на взрослом международном уровне добился в сезоне 2003 года, когда вошёл в состав алжирской национальной сборной и побывал на международном турнире в Тунисе, откуда привёз награду бронзового достоинства, выигранную в зачёте полутяжёлой весовой категории.
В 2004 году в открытом весе стал бронзовым призёром чемпионата Африки в Тунисе, выступил на Суперкубках мира в Гамбурге и Париже.
На африканском первенстве 2005 года в Порт-Элизабет получил бронзу в полутяжёлом весе, в этом сезоне вновь боролся на Суперкубках мира в Гамбурге и Париже.
В 2006 году одержал победу на международном турнире в Тунисе, выиграл серебряную медаль на чемпионате Африки в Маврикии.
На домашних Всеафриканских играх 2007 года в Алжире добавил в послужной список бронзовую медаль, завоёванную в полутяжёлой весовой категории. При этом на чемпионате мира в Рио-де-Жанейро попасть в число призёров не смог, уже в 1/32 финала уступил казаху Асхату Житкееву.
В 2008 году победил на чемпионате Африки в Агадире и благодаря череде удачных выступлений удостоился права защищать честь страны на летних Олимпийских играх в Пекине. В стартовом поединке категории до 100 кг потерпел поражение от азербайджанца Мовлуда Миралиева, затем в утешительном турнире за третье место проиграл представителю Грузии Левану Жоржолиани.
После пекинской Олимпиады Аззун остался в составе дзюдоистской команды Алжира и продолжил принимать участие в крупнейших международных турнирах. Так, в 2009 году он выиграл бронзовую медаль на международном турнире в Марселе и серебряную медаль на чемпионате Африки в Маврикии, занял 7-е место на Средиземноморских играх.
В 2010 году был третьим на африканском первенстве в Яунде, отметился выступлением на мировом первенстве в Токио, где в 1/16 финала уступил Эльмару Гасымову из Азербайджана.
В 2011 году в полутяжёлом весе одержал победу на открытом чемпионате Бельгии, стал пятым на Кубке мира в Варшаве и на чемпионате Африки в Дакаре.
Пытался пройти отбор на Олимпийские игры 2012 года в Лондоне, но не смог этого сделать и на том завершил спортивную карьеру.